# El Bayadh (stad)
El Bayadh is een stad in Algerije en is de hoofdplaats van de provincie El Bayadh.
El Bayadh telt naar schatting 80.000 inwoners.